# Tiszakécske
Tiszakécske este un oraș în districtul Tiszakécske, județul Bács-Kiskun, Ungaria, având o populație de 11.526 de locuitori (2011). 

## Demografie
Componența etnică a orașului Tiszakécske
     Maghiari (96,66%)
     Romi (1,24%)
     Necunoscut (0,79%)
     Alții (1,31%)
Componența confesională a orașului Tiszakécske
     Romano-catolici (44,39%)
     Fără religie (16,02%)
     Reformați (10,59%)
     Atei (1,08%)
     Necunoscută (27,56%)
     Alte religii (1,47%)
Conform recensământului din 2011, orașul Tiszakécske avea 11.526 de locuitori. Din punct de vedere etnic, majoritatea locuitorilor (96,66%) erau maghiari, cu o minoritate de romi (1,24%). Apartenența etnică nu este cunoscută în cazul a 0,79% din locuitori. Nu există o religie majoritară, locuitorii fiind romano-catolici (44,39%), persoane fără religie (16,02%), reformați (10,59%) și atei (1,08%). Pentru 27,56% din locuitori nu este cunoscută apartenența confesională.